# David Williams
David Williams (født 26. februar 1988) er australsk fodboldspiller, der spiller for Melbourne City, for hvem han underskrev en kontrakt med i 2011.
Tidligere har han repræsenteret Brøndby IF i Danmark, og derudover har han ligeledes repræsenteret adskillige australske ungdomslandshold. 